# Chalcoscirtus ansobicus
Chalcoscirtus ansobicus là một loài nhện trong họ Salticidae.
Loài này thuộc chi Chalcoscirtus. Chalcoscirtus ansobicus được Andreeva miêu tả năm 1976.